# Škrljevo
Škrljevo är en ort i Kroatien.   Den ligger i länet Gorski kotar, i den centrala delen av landet, 130 km väster om huvudstaden Zagreb. Škrljevo ligger 297 meter över havet och antalet invånare är 1 159.
Terrängen runt Škrljevo är varierad. Havet är nära Škrljevo åt sydväst. Runt Škrljevo är det ganska tätbefolkat, med 56 invånare per kvadratkilometer. Närmaste större samhälle är Rijeka, 8,6 km väster om Škrljevo. 